# وليم بي. يونغ
وليم بي. يونغ (بالإنجليزية: William P. Young)‏ (11 مايو 1955، غراند براري في كندا)؛ كاتب وروائي كندي.

## روابط خارجية
- وليم بي. يونغ على موقع ميوزك برينز (الإنجليزية)